# 9038 Helensteel
A 9038 Helensteel (ideiglenes jelöléssel 1990 VE1) a Naprendszer kisbolygóövében található aszteroida. Duncan Steel fedezte fel 1990. november 12-én.